# La Bellota, Michoacán de Ocampo
La Bellota är en ort i Mexiko.   Den ligger i kommunen Uruapan och delstaten Michoacán de Ocampo, i den södra delen av landet, 300 km väster om huvudstaden Mexico City. La Bellota ligger 1 864 meter över havet och antalet invånare är 228.
Terrängen runt La Bellota är lite bergig, och sluttar söderut. Runt La Bellota är det ganska tätbefolkat, med 80 invånare per kvadratkilometer. Närmaste större samhälle är Uruapan, 8,1 km sydväst om La Bellota. I omgivningarna runt La Bellota växer huvudsakligen savannskog.